# Badding
Een badding, ook wel batting genoemd, is een bezaagde houten balk van naaldhout.
De afmetingen van de balk variëren en liggen voor de bouw qua breedte en hoogte zo rond de 6,5 bij 15 centimeter. Baddings worden onder andere toegepast als hulpconstructie bij bekistingen en ze zijn van naaldhout zoals vuren.
Aan boord van schepen, dan met afmetingen van 62x130 tot 62x165 mm, o.a. gebruikt voor de wegering.